# Буссон, Иньяс Франсуа
Иньяс Франсуа Буссон (фр. Ignace François Bousson; 1759—1825) — французский военный деятель, полковник (1803 год), барон (1809 год), участник революционных и наполеоновских войн.

## Биография
Буссон начал военную карьеру 16 апреля 1776 года, когда поступил на службу простым солдатом в Бурбонский драгунский полк (1 января 1791 года стал 3-м драгунским). 11 марта 1785 года произведён в бригадиры, 25 апреля 1788 года – в вахмистры, 6 сентября 1791 года – аджюданом. 25 января 1792 года стал младшим лейтенантом лейтенантом. В 1792-93 годах служил в Северной армии. 17 июня 1792 года получил звание лейтенанта, 4 мая 1793 года – капитана. 11 марта 1794 года награждён званием командира эскадрона с переводом в Самбро-Маасскую армию. Сражался под командой генералов Пишегрю и Журдана.
24 апреля 1794 года Буссон был произведён в бригадные генералы по представлению генерала Дюбуа, однако 9 июня 1794 года данное производство было отклонено. С 1797 года по 1798 год служил в Итальянской армии, с 1799 года по 1800 год – в Гельветической армии. Много отмечался в рапортах генералов Бонапарта, Шерера и Брюна за свою отвагу и рвение.
1 сентября 1803 года был произведён первым консулом в полковники, и поставлен во главе 2-го конно-егерского полка. В составе 3-го корпуса Даву участвовал в кампаниях 1805 и 1806 годов, сражался при Дахау, Мариацелле и Аустерлице. 14 октября 1806 года отличился в сражении при Ауэрштедте, где был тяжело ранен. 2 января 1807 года был вынужден выйти в отставку после тридцати одного года непрерывной эффективной службы.
Умер 29 августа 1825 года в Арбре в возрасте 65 лет.

## Титулы
- Барон Буссон и Империи (фр. baron Bousson et de l'Empire; декрет от 19 марта 1808 года, патент подтверждён 31 декабря 1809 года в Париже)[2].

## Награды
Легионер ордена Почётного легиона (11 декабря 1803 года)
 Офицер ордена Почётного легиона (14 июня 1804 года)
 Коммандан ордена Почётного легиона (25 декабря 1805 года)